# Eogamasomorpha ohlhoffi
Espèce
Synonymes
- Eoscaphiella ohlhoffi Wunderlich, 2011

Eogamasomorpha ohlhoffi est une espèce fossile d'araignées aranéomorphes de la famille des Tetrablemmidae.

## Distribution
Cette espèce a été découverte dans de l'ambre de Birmanie. Elle date du Crétacé.

## Description
Le mâle holotype mesure 1,1 mm.

## Étymologie
Cette espèce est nommée en l'honneur de Rainer Ohlhoff.

## Publication originale
- Wunderlich, 2011 : Some fossil spiders (Araneae) in Cretaceous ambers. Beiträge zur Araneologie, vol. 6, p. 539–557 (en).